# La maschera eterna
La maschera eterna (Die ewige Maske) è un film del 1937 diretto da Werner Hochbaum

## Produzione
Il film fu prodotto dalla Progress Film. Venne girato a Vienna, all'Atelier Rosenhügel e a Berna.

## Distribuzione
Distribuito dalla Eos-Film, il film fu presentato alla Mostra internazionale d'arte cinematografica di Venezia il 26 agosto 1935.